# BE Circuit 2010/11
Der BE Circuit 2010/2011 war die 24. Auflage dieser europäischen Turnierserie im Badminton. Die für Mai 2010 vorgesehenen Toulouse Open und die für März 2011 vorgesehenen Finnish International wurden bereits im Frühjahr 2010 abgesagt.

## Die Wertungsturniere
| Turnier                                 | Austragungsort              | Termin                                           | Preisgeld      | BWF-Level |
| --------------------------------------- | --------------------------- | ------------------------------------------------ | -------------- | --------- |
| 01 Slovenian International 2010         | Lendava                     | 13.–16. Mai 2010                                 | 5.000 US$      | Level 4B  |
| 02 Spanish International 2010           | Madrid                      | 20.–23. Mai 2010                                 | 15.000 US$     | Level 4A  |
| 03 Le Volant d’Or de Toulouse           | Toulouse                    | 27.–30. Mai 2010 abgesagt                        |                |           |
| 03 White Nights 2010                    | Gattschina/Sankt Petersburg | 7.–11. Juli 2010                                 | 15.000 US$     | Level 4A  |
| 04 Belgian International 2010           | Löwen                       | 9.–12. September 2010                            | 15.000 US$     | Level 4A  |
| 05 Kharkiv International 2010           | Charkiw                     | 16.–19. September 2010                           | 15.000 US$     | Level 4A  |
| 06 Slovak International 2010            | Prešov                      | 23.–26. September 2010                           | kein Preisgeld | Level 4C  |
| 07 Czech International 2010             | Brno                        | 30. September – 3. Oktober 2010                  | 15.000 US$     | Level 4A  |
| 08 Bulgarian International 2010         | Sofia                       | 7.–10. Oktober 2010                              | 15.000 US$     | Level 4A  |
| 09 Cyprus International 2010            | Nikosia                     | 14.–17. Oktober 2010                             | 5.000 US$      | Level 4B  |
| 10 Hungarian International 2010         | Budapest                    | 4.–7. November 2010                              | 5.000 US$      | Level 4B  |
| 11 Iceland International 2010           | Reykjavík                   | 11.–14. November 2010                            | kein Preisgeld | Level 4C  |
| 12 Norwegian International 2010         | Oslo                        | 18.–21. November 2010                            | 15.000 US$     | Level 4A  |
| 13 Scottish Open 2010                   | Glasgow                     | 24.–28. November 2010                            | 15.000 US$     | Level 4A  |
| 14 Welsh International 2010             | Cardiff                     | 2.–5. Dezember 2010                              | 5.000 US$      | Level 4B  |
| 15 Irish Open 2010                      | Dublin                      | 9.–12. Dezember 2010                             | 15.000 US$     | Level 4A  |
| 16 Italian International 2010           | Rom                         | 14.–17. Dezember 2010                            | 15.000 US$     | Level 4A  |
| 17 Turkey International 2010            | Istanbul                    | 20.–23. Dezember 2010                            | 15.000 US$     | Level 4A  |
| 18 Estonian International 2011          | Tallinn                     | 13.–16. Januar 2011                              | 5.000 US$      | Level 4B  |
| 19 Swedish International Stockholm 2011 | Stockholm                   | 20.–23. Januar 2011                              | 15.000 US$     | Level 4A  |
| 20 Austrian International 2011          | Wien                        | 23.–26. Februar 2011                             | 15.000 US$     | Level 4A  |
| 22 Finnish International                |                             | abgesagt                                         |                |           |
| 21 Romanian International 2011          | Timișoara                   | 17.–20. März 2011                                | 5.000 US$      | Level 4B  |
| 22 Polish International 2011            | Warschau                    | 24.–27. März 2011                                | 15.000 US$     | Level 4A  |
| 23 Croatian International 2011          | Zagreb                      | 3.–6. März 2011, verlegt auf 31. März – 3. April | 5.000 US$      | Level 4B  |
| 24 Dutch International 2011             | Wateringen                  | 21.–24. April 2011                               | 15.000 US$     | Level 4A  |
| 25 Portugal International 2011          | Caldas da Rainha            | 28. April – 1. Mai 2011                          | 5.000 US$      | Level 4B  |

## Endstände

### Herreneinzel
| Name                     | Punkte |
| ------------------------ | ------ |
| Pablo Abián              | 24.800 |
| Przemysław Wacha         | 21.920 |
| Eric Pang                | 21.400 |
| Ville Lång               | 21.200 |
| Dmytro Zavadsky          | 19.320 |
| Michael Lahnsteiner      | 16.620 |
| Raul Must                | 14.820 |
| Hans-Kristian Vittinghus | 14.800 |
| Vladimir Ivanov          | 14.800 |
| Ivan Sozonov             | 14.480 |

### Dameneinzel
| Name                 | Punkte |
| -------------------- | ------ |
| Larisa Griga         | 22.240 |
| Susan Egelstaff      | 21.400 |
| Tatyana Bibik        | 20.120 |
| Carolina Marín       | 17.160 |
| Sashina Vignes Waran | 16.230 |
| Karin Schnaase       | 15.260 |
| Chloe Magee          | 14.970 |
| Anastasia Prokopenko | 14.560 |
| Judith Meulendijks   | 14.390 |
| Alesia Zaitsava      | 13.550 |

### Herrendoppel
| Name                              | Punkte |
| --------------------------------- | ------ |
| Marcus Ellis Peter Mills          | 19.800 |
| Adam Cwalina Michał Łogosz        | 18.520 |
| Baptiste Carême Sylvain Grosjean  | 17.400 |
| Vladimir Ivanov Ivan Sozonov      | 17.000 |
| Peter Käsbauer Josche Zurwonne    | 14.810 |
| Ruud Bosch Koen Ridder            | 14.300 |
| Martin Campbell Angus Gilmour     | 14.280 |
| Maurice Niesner Till Zander       | 12.980 |
| Jacco Arends Jelle Maas           | 11.660 |
| Mats Bue Anders Skaarup Rasmussen | 11.450 |

### Damendoppel
| Name                                   | Punkte |
| -------------------------------------- | ------ |
| Mariya Ulitina Natalya Voytsekh        | 18.470 |
| Lotte Jonathans Paulien van Dooremalen | 17.000 |
| Johanna Goliszewski Carla Nelte        | 14.350 |
| Maria Helsbøl Anne Skelbæk             | 12.400 |
| Louise Eriksson Amanda Wallin          | 12.130 |
| Steffi Annys Séverine Corvilain        | 11.870 |
| Tatyana Bibik Olga Golovanova          | 11.200 |
| Émilie Lefel Marion Luttmann           | 11.010 |
| Sanne Ekberg Amanda Högström           | 10.840 |
| Emelie Lennartsson Emma Wengberg       | 10.520 |

### Mixed
| Name                                       | Punkte |
| ------------------------------------------ | ------ |
| Valeriy Atrashchenkov Elena Prus           | 16.680 |
| Peter Käsbauer Johanna Goliszewski         | 15.490 |
| Zvonimir Đurkinjak Staša Poznanović        | 13.670 |
| Sam Magee Chloe Magee                      | 13.570 |
| Josche Zurwonne Carla Nelte                | 12.860 |
| Jacco Arends Selena Piek                   | 12.620 |
| Mads Pieler Kolding Julie Houmann          | 12.400 |
| Anders Skaarup Rasmussen Anne Skelbæk      | 12.120 |
| Chris Adcock Imogen Bankier                | 12.000 |
| Wojciech Szkudlarczyk Agnieszka Wojtkowska | 11.840 |

## Sieger
| Veranstaltung                   | Herreneinzel             | Dameneinzel          | Herrendoppel                                | Damendoppel                               | Mixed                                 |
| ------------------------------- | ------------------------ | -------------------- | ------------------------------------------- | ----------------------------------------- | ------------------------------------- |
| Slovenian International         | Pablo Abián              | Lianne Tan           | Ruud Bosch Koen Ridder                      | Natalia Pocztowiak Staša Poznanović       | Mao Hong Natalia Pocztowiak           |
| Spanish International           | Eric Pang                | Juliane Schenk       | Peter Käsbauer Oliver Roth                  | Emelie Lennartsson Emma Wengberg          | Sam Magee Chloe Magee                 |
| St. Petersburg White Nights     | Ivan Sozonov             | Tatjana Bibik        | Adam Cwalina Michał Łogosz                  | Valeria Sorokina Nina Vislova             | Evgeniy Dremin Anastasia Russkikh     |
| Belgian International           | Marc Zwiebler            | Juliane Schenk       | Ingo Kindervater Johannes Schöttler         | Sandra Marinello Birgit Overzier          | Michael Fuchs Birgit Overzier         |
| Kharkiv International           | Ivan Sozonov             | Larisa Griga         | Adam Cwalina Michał Łogosz                  | Mariya Ulitina Natalya Voytsekh           | Valeriy Atrashchenkov Elena Prus      |
| Slovak International            | Alexandre Françoise      | Mariya Ulitina       | Jacco Arends Jelle Maas                     | Selena Piek Iris Tabeling                 | Jacco Arends Selena Piek              |
| Czech International             | Ajay Jayaram             | Karina Jørgensen     | Chris Langridge Robin Middleton             | Selena Piek Iris Tabeling                 | Anders Skaarup Rasmussen Anne Skelbæk |
| Bulgarian International         | Przemysław Wacha         | Petya Nedelcheva     | Marcus Ellis Peter Mills                    | Petya Nedelcheva Anastasia Russkikh       | Evgeniy Dremin Anastasia Russkikh     |
| Cyprus International            | Viktor Axelsen           | Carolina Marín       | Didit Juang Indrianto Seiko Wahyu Kusdianto | Romina Gabdullina Evgeniya Kosetskaya     | Niclas Nøhr Lena Grebak               |
| Hungarian International         | Ville Lång               | Karin Schnaase       | Peter Käsbauer Josche Zurwonne              | Johanna Goliszewski Carla Nelte           | Jacco Arends Selena Piek              |
| Iceland International           | Kim Bruun                | Ragna Ingólfsdóttir  | Emil Holst Mikkel Mikkelsen                 | Katrín Atladóttir Ragna Ingólfsdóttir     | Frederik Colberg Mette Poulsen        |
| Norwegian International         | Hans-Kristian Vittinghus | Olga Konon           | Ingo Kindervater Johannes Schöttler         | Lotte Jonathans Paulien van Dooremalen    | Michael Fuchs Birgit Overzier         |
| Scottish Open                   | Anand Pawar              | Tatjana Bibik        | Marcus Ellis Peter Mills                    | Jenny Wallwork Gabrielle White            | Chris Adcock Imogen Bankier           |
| Welsh International             | Pablo Abián              | Anita Raj Kaur       | Peter Käsbauer Josche Zurwonne              | Joanne Quay Anita Raj Kaur                | Peter Käsbauer Johanna Goliszewski    |
| Irish Open                      | Hans-Kristian Vittinghus | Susan Egelstaff      | Chris Adcock Andrew Ellis                   | Maria Helsbøl Anne Skelbæk                | Chris Adcock Imogen Bankier           |
| Italian International           | Przemysław Wacha         | Olga Konon           | Anthony Clark Chris Langridge               | Selena Piek Iris Tabeling                 | Chris Adcock Imogen Bankier           |
| Turkey International            | Przemysław Wacha         | Judith Meulendijks   | Vladimir Ivanov Ivan Sozonov                | Anastasiia Akchurina Mariya Korobeynikova | Mads Pieler Kolding Julie Houmann     |
| Estonian International          | Ville Lång               | Michelle Chan        | Peter Käsbauer Josche Zurwonne              | Selena Piek Iris Tabeling                 | Jacco Arends Selena Piek              |
| Swedish International Stockholm | Pablo Abián              | Kaori Imabeppu       | Kim Astrup Rasmus Fladberg                  | Line Damkjær Kruse Marie Røpke            | Robin Middleton Heather Olver         |
| Austrian International          | Andre Kurniawan Tedjono  | Fransisca Ratnasari  | Viki Indra Okvana Ardiansyah Putra          | Rie Eto Yu Wakita                         | Valeriy Atrashchenkov Elena Prus      |
| Romanian International          | Koichi Saeki             | Minatsu Mitani       | Sam Magee Tony Stephenson                   | Alexandra Bruce Michelle Li               | Sam Magee Chloe Magee                 |
| Polish Open                     | Pablo Abián              | Larisa Griga         | Vladimir Ivanov Ivan Sozonov                | Rie Eto Yu Wakita                         | Robert Mateusiak Nadieżda Zięba       |
| Croatian International          | Dieter Domke             | Minatsu Mitani       | Kim Astrup Rasmus Fladberg                  | Sandra-Maria Jensen Line Kjærsfeldt       | Zvonimir Đurkinjak Staša Poznanović   |
| Dutch International             | Hans-Kristian Vittinghus | Susan Egelstaff      | Baptiste Carême Sylvain Grosjean            | Valeria Sorokina Nina Vislova             | Alexandr Nikolaenko Valeria Sorokina  |
| Portugal International          | Sven Eric Kastens        | Sashina Vignes Waran | Niclas Nøhr Mads Pedersen                   | Lauren Smith Alexandra Langley            | Robin Middleton Alexandra Langley     |